# Cámara Multilateral de Comercio y Cooperación Israel-Iberoamérica
La Cámara Multilateral de Comercio y Cooperación Israel Iberoamérica (en Inglés: Multilateral Chamber of Commerce & Cooperation Israel - Iberoamerica) (en Hebreo: לשכת המסחר הרב-צדדית שיתופי ישראל - איבראואמריקנית) (en Portugués: Câmara Multilateral de Comércio e Cooperação Israel - Ibero América) (con acrónimo: CILIB), es una entidad privada, de ámbito internacional y sin ánimo de lucro, la cual fue fundada el día 27 de noviembre del  año 2019 en el Estado de Israel y posteriormente registrada en el 2020 en el Estado de la Florida, Estados Unidos en el año 2020 con el fin de fomentar el acercamiento entre el Estado de Israel y los países Iberoamericanos a través de la cooperación empresarial, tecnológica y multisectorial.

## Misión y objetivos
El objetivo principal de CILIB es impulsar el crecimiento económico sostenible y fortalecer la colaboración interregional mediante el comercio internacional. CILIB se dedica a crear un entorno empresarial propicio, facilitar el intercambio de conocimientos y mejores prácticas, y actuar como una plataforma clave para la cooperación entre empresas y entidades gubernamentales de Israel y los países iberoamericanos.

## Convenios de cooperación firmados por CILIB con entes gubernamentales
La Cámara Multilateral de Comercio y Cooperación Israel - Iberoamérica (CILIB) ha establecido diversos convenios de colaboración con múltiples entes gubernamentales en América Latina y el Caribe. Estos acuerdos buscan fortalecer la cooperación económica, social y política entre Israel y las naciones de Iberoamérica, promoviendo el desarrollo sostenible y el intercambio de conocimientos. A continuación, se detallan algunos de los convenios más recientes que han sido ratificados entre CILIB y diferentes organismos gubernamentales: 
| País | Descripción del Convenio                                                                            | Fecha de ratificación |
| --- | --------------------------------------------------------------------------------------------------- | --------------------- |
| Bandera de Costa Rica | Carta de Entendimiento CILIB - ADHIE y la Dirección Nacional de Desarrollo de la Comunidad DINADECO | 21/07/2023            |
| Bandera de Costa Rica | Memorándum de Acuerdo entre la Defensoría de los Habitantes de la República de Costa Rica y CILIB   | 28/07/2023            |
| Bandera de Panamá · Bandera de Costa Rica · Bandera de Nicaragua · Bandera de Guatemala · Bandera de Belice · Bandera de Honduras · Bandera de El Salvador · Bandera de la República Dominicana | Convenio de Colaboración entre SE-CECC SICA y CILIB                                                 | 28/06/2023            |

## Proyectos y eventos destacados
Uno de los eventos más notables organizados por CILIB es el Concierto Por la Paz, que se celebra en Israel bajo la gestión de la Oficina de Soporte y Promoción de Costa Rica OSPCR. Este evento tiene como objetivo promover la paz y reconocer el ejemplo que Costa Rica le da al mundo sobre como un país puede ser soberano y próspero sin necesidad de tener un ejército. La cuarta edición del concierto, celebrada en 2022, contó con la participación del pianista costarricense Manuel Obregón, quien presentó su espectáculo "Simbiosis". Este concierto no solo celebra la paz, sino que también resalta la abolición del ejército en Costa Rica, un país emblemático en la promoción de la paz.
Otro evento relevante fue el concierto organizado en conmemoración del 73.º aniversario de la independencia de Israel, que tuvo lugar el 14 de abril de 2021. Este concierto contó con la participación de la agrupación costarricense Éditus y destacó por haberse realizado de manera virtual debido a las restricciones impuestas por la pandemia de COVID-19. A pesar de la crisis mundial y debido a los problemas que la pandemia generó para la preproducción, el evento fue transmitido a diversas regiones de Iberoamérica, lo que permitió llegar a una audiencia amplia en un contexto de limitaciones globales

## Rescate de ciudadanos latinoamericanos y ucranianos durante la guerra en Ucrania (2022)
Durante los primeros días de la guerra en Ucrania en 2022, se llevó a cabo una operación de rescate para evacuar a ciudadanos iberoamericanos y ucranianos, en la que participaron la misión diplomática de México en Ucrania y la comunidad judía de Israel, Estados Unidos y Rumanía.
La invasión rusa de Ucrania, que comenzó en febrero de 2022, provocó una crisis humanitaria que afectó tanto a la población local como a ciudadanos extranjeros residentes en el país. Entre estos se encontraban ciudadanos de diversas naciones latinoamericanas que, debido a la rápida escalada del conflicto, quedaron atrapados en zonas de alto riesgo.
Operación de Rescate
La operación fue posible gracias a la colaboración entre el gobierno de México, el gobierno de Rumanía y la comunidad judía internacional. Este esfuerzo conjunto permitió la evacuación de ciudadanos de varios países latinoamericanos y ucranianos hacia zonas seguras fuera de Ucrania.
La Embajada de México proporcionó información sobre la ruta de una caravana organizada para evacuar a sus ciudadanos, la cual fue compartida con la CILIB, facilitando así la inclusión de ciudadanos de terceros países en dicha ruta (aunque no viajaron dentro de los vehículos organizados por la delegación diplomática mexicana). Además, la CILIB contrató vehículos de rescate para ofrecer transporte gratuito a los refugiados. En otros casos, la CILIB brindó asistencia telefónica para informar a quienes no tenían apoyo diplomático sobre las condiciones de seguridad y las rutas de escape disponibles.
Coordinación y Ejecución
El rescate fue coordinado en gran medida por la comunidad judía tanto en Ucrania como en el extranjero, que organizó la evacuación de personas desde zonas de conflicto hacia países vecinos, especialmente Rumanía. La comunidad judía en Rumanía desempeñó un papel fundamental al garantizar la protección, alojamiento y alimentación de los refugiados que llegaban a la frontera. Una vez fuera de Ucrania, los evacuados recibieron asistencia humanitaria que incluía alimentación, refugio y atención médica.
Resultados
Gracias a esta operación, un número significativo de personas pudo escapar de la zona de guerra, salvando sus vidas y reduciendo el riesgo al que se enfrentaban debido al conflicto armado. La cooperación internacional, en particular el apoyo ofrecido por la comunidad judía, fue fundamental para el éxito de la operación.

## Desempeño de CILIB en la Región Iberoamericana
La Cámara Multilateral de Comercio y Cooperación Israel-Iberoamérica desempeña un papel crucial en la promoción del comercio entre Israel y los países iberoamericanos. Facilita el establecimiento de relaciones comerciales, la identificación de oportunidades de inversión y la colaboración en áreas estratégicas como la tecnología, la innovación y la agricultura, tiene representación local en varios países de la región iberoamericana, destacando entre ellos España, Portugal y Costa Rica entre otros.